# Gentiana handeliana
Gentiana handeliana är en gentianaväxtart som beskrevs av H. Smith. Gentiana handeliana ingår i släktet gentianor, och familjen gentianaväxter. Inga underarter finns listade i Catalogue of Life.